# Aries
Aries, o Carneiro (símbolo , Unicode ♈), é uma constelação do Zodíaco. O genitivo, usado para formar nomes de estrelas, é Arietis.
Em países lusófonos, boa parte devido à influência cultural da astrologia, a grafia mais comum do nome da constelação é Áries.
As constelações vizinhas, segundo as fronteiras modernas, são o Perseu, o Triângulo, o Peixes, a Baleia e o Touro.
As estrelas mais brilhantes do Carneiro são α Ari, uma gigante vermelha cuja magnitude aparente é 2,0, e β Ari, uma estrela da sequência principal de magnitude aparente 2,7.

## Mitologia
Segundo o mito grego, o Carneiro constelar era uma referência ao espécime mítico cuja lã se transformou em ouro, também chamado de Velo de Ouro, ensejando a busca de Jasão e os Argonautas.
O carneiro também é um dos animais mais comumente usados como sacrifício e oferendas de holocausto em diversas culturas meso-orientais, como os citados no livro bíblico de Levítico. [carece de fontes?]

## Imagens

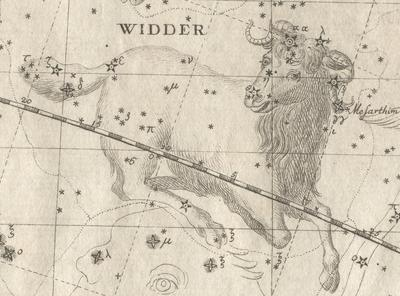
Representação mitológica da constelação do Carneiro, ou Áries.
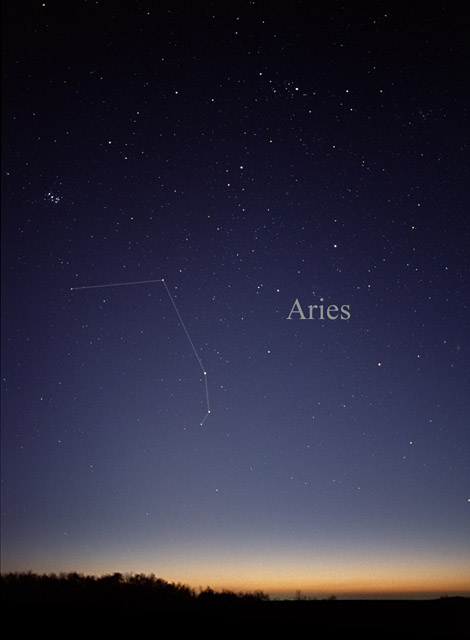
Fotografia da constelação do Carneiro.